# Schermvereniging Pallós
Schermvereniging Pallós is een schermvereniging uit de Nederlandse stad Utrecht. Pallós is met ongeveer 130 leden een van de grootste schermverenigingen van Nederland. Pallós is opgericht in 1977 uit een fusie van alle verschillende schermverenigingen van Utrecht. Pallós is een breedtesportvereniging en richt zich dus voornamelijk op het aanbieden van schermen op alle niveaus aan zo veel mogelijk mensen, dit neemt niet weg dat Pallós ook Nederlands kampioenen levert, maar het zwaartepunt ligt bij de recreatievere schermers.

## Geschiedenis
Voor de oprichting van Pallós bestonden er verschillende schermverenigingen in Utrecht, dit waren vrijwel altijd kleine verenigingen. Op 19 maart 1977 fuseerden de verenigingen tot Pallós. Pallós was een traditioneel opgebouwde schermvereniging, dat wil zeggen: er is een maître (schermleraar) die centraal staat binnen de vereniging en voor alle sportieve activiteiten verantwoordelijk was. De maître van Pallós was Lajos Nagy, een Hongaarse schermleraar en voormalig leerling van schermlegende Aladár Gerevich. Na het vertrek van maître Nagy is van de traditionele opzet afgestapt en tegenwoordig heeft Pallós meer dan tien leraren die allen op specifieke wapens zijn gespecialiseerd. In het begin was Pallós een studentenvereniging, maar in de loop der tijd is de vereniging uitgegroeid tot een vereniging voor alle leeftijden. Van de oprichtende leden is er één lid dat nog altijd actief is, Gert Camfferman, hij is actief als sabeltrainer, in navolging van Nagy. In 1993 organiseerde Pallós voor het eerst het zogeheten Domtoernooi, een van de drukst bezochte schermtoernooien van Nederland, het bestaat uit een équipetoernooi en een individueel toernooi en wordt gehouden over twee dagen, het toernooi wordt sindsdien jaarlijks gehouden. Naast het Domtoernooi organiseert Pallós iedere zomer, buiten het schermseizoen, in samenwerking met Slot Zuylen een recreatief équipetoernooi met een unieke opbouw.

## Naam
De naam Pallós is Hongaars en betekent zwaardvechter, een alternatieve vertaling is 'oerschermer'. De naam is een resultaat van een gelukkige samenloop van omstandigheden. Het is namelijk gebruikelijk dat schermverenigingen een naam hebben in de trend van Schermzaal + naam van maître, maar maître Nagy zag in dat zijn naam te moeilijk zou zijn door de Hongaarse spelling, een Nederlander is namelijk geneigd de naam fonetisch uit te spreken, wellicht met de g als in het Engelse 'good' (overigens een Engelse vertaling van nagy), terwijl de correcte uitspraak 'nodj' is. De vrouw van Nagy had als geboortenaam Pallós, omdat deze naam bijzonder toepasselijk en voor Nederlanders beter uit te spreken was, is deze naam gekozen, zo gaf Nagy in 2016 aan in een interview op de website van de vereniging.